# Génesis (Peso Pluma)
Génesis è il terzo album in studio del cantante messicano Peso Pluma, pubblicato il 22 giugno 2023.

## Tracce
1. Rosa pastel (con Jasiel Nuñez) – 3:24 (Jasiel Nuñez)
2. Luna (con Junior H) – 2:43 (Hassan Emilio Kabande Laija)
3. 77 (con Eladio Carrión) – 3:35 (Carlos Humberto Esquerra Ramirez, Eladio Carrión, Hassan Emilio Kabande Laija)
4. Rubicon – 3:58 (Hassan Emilio Kabande Laija, Luis Ernesto Vega Carvajal)
5. Carnal (con Natanael Cano) – 2:54 (Jesus Roberto "Tito" Laija García)
6. Gavilán II (con Tito Double P) – 3:45 (Jesus Roberto "Tito" Laija García)
7. VVS (con Edgardo Nuñez e Los Dareyes de la Sierra) – 2:42 (Darey Castro, Esaú Ortiz Azuara, Francisco Oliva Castillo)
8. Su casa (con Luis R Conriquez) – 2:18 (Jasiel Nuñez)
9. Lady Gaga (con Gabito Ballesteros e Junior H) – 3:32 (Alexis Armando Fierro Román, Gabriel Ballesteros Abril)
10. Zapata – 2:57 (Jesus Roberto "Tito" Laija García)
11. La People (con Tito Double P) – 2:33 (Jesus Roberto "Tito" Laija García, Jesús Camacho, Joel Portillo, Neta Vega)
12. Nueva vida – 3:10 (José Antonio Martinez Oviedo)
13. Lagunas (con Jasiel Nuñez) – 3:51 (Jasiel Nuñez)
14. Bye – 3:32 (Hassan Emilio Kabande Laija, Jasiel Nuñez)

Tracce bonus nell'edizione deluxe
1. Las morras (con Blessd) – 2:35 (Hassan Emilio Kabande Laija, Jesus Roberto "Tito" Laija García, Stiven Mesa Londoño)
2. PRC (con Natanael Cano) – 3:04 (Hassan Emilio Kabande Laija, Jesus Roberto "Tito" Laija García, Natanael Cano)
3. Tulum (con Grupo Frontera) – 3:29 (Andres Correa Rios, Edgar Barrera, Hassan Emilio Kabande Laija, Rene Basabe)